# Alella
Alella é um município da Espanha, na comarca do Maresme, província de Barcelona, comunidade autónoma da Catalunha. Tem 9,58 km² de área e em 2021 tinha 9 954 habitantes (densidade: 1 039 hab./km²).